# Giampaolo Calanchini
Giampaolo Calanchini (Argenta, 4 de febrero de 1937-Bolonia, 19 de marzo de 2007) fue un deportista italiano que compitió en esgrima, especialista en la modalidad de sable.
Participó en dos Juegos Olímpicos de Verano en los años 1960 y 1964, obteniendo dos medallas, bronce en Roma 1960 y plata en Tokio 1964. Ganó una medalla de plata en el Campeonato Mundial de Esgrima de 1965.

## Palmarés internacional
| Juegos Olímpicos   | Juegos Olímpicos | Juegos Olímpicos  | Juegos Olímpicos  |
| Año                | Lugar            | Medalla           | Prueba            |
| ------------------ | ---------------- | ----------------- | ----------------- |
| 1960               | Roma (Italia)    | Medalla de bronce | Sable por equipos |
| 1964               | Tokio (Japón)    | Medalla de plata  | Sable por equipos |
| Campeonato Mundial |                  |                   |                   |
| Año                | Lugar            | Medalla           | Prueba            |
| 1965               | París (Francia)  | Medalla de plata  | Sable por equipos |